# Avocat (fruit)

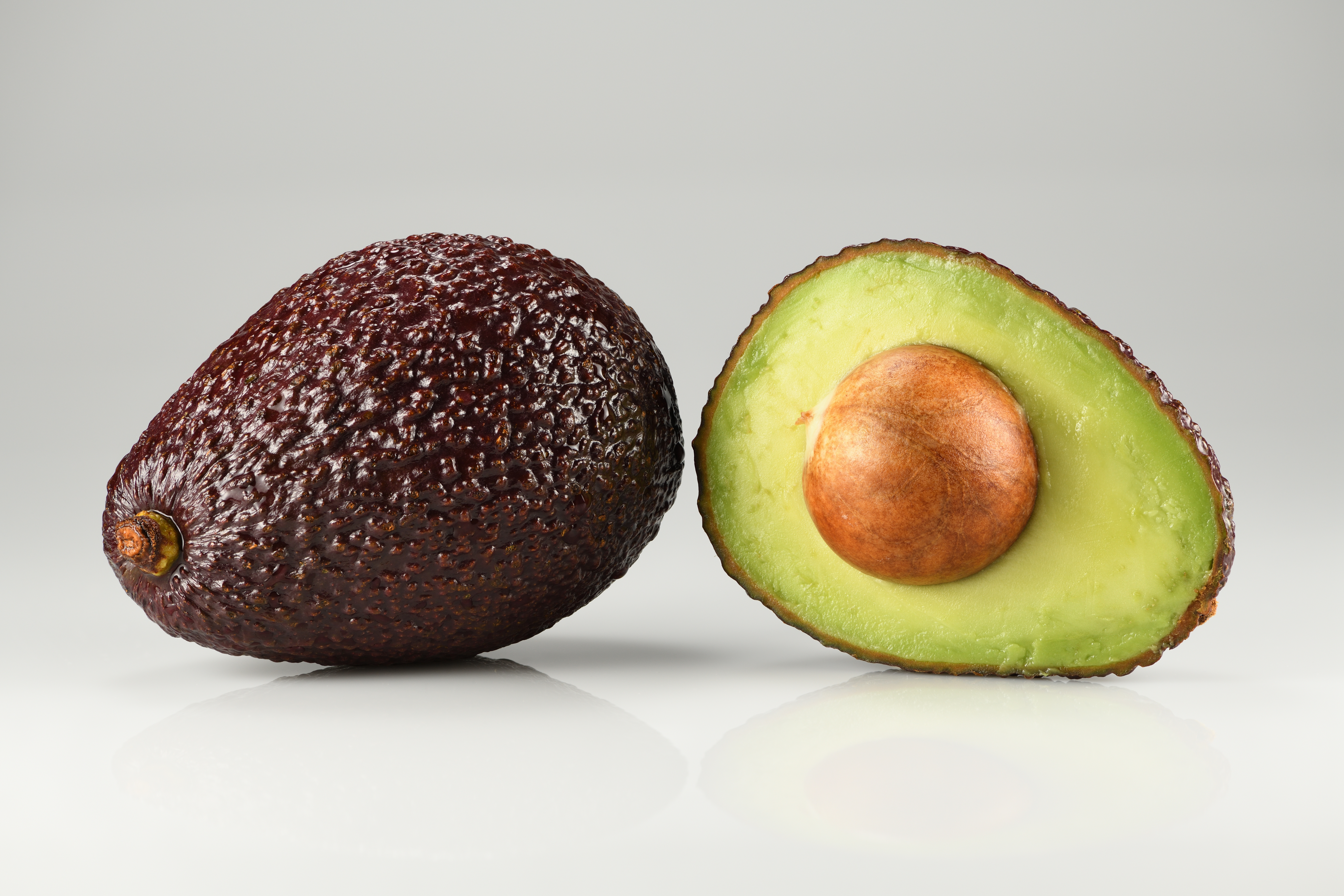
Avocats mûrs (variété Hass) : fruit entier et en section longitudinale.

Pour les articles homonymes, voir Avocat.
L'avocat est le fruit comestible de l'avocatier (Persea americana), un arbre de la famille des Lauracées, originaire d'Amérique tropicale. Sa consommation par les civilisations précolombiennes, dans une aire qui s'étend du Mexique au Pérou, est attestée depuis plusieurs millénaires.
Par un phénomène d'inhibition originale (le tree-factor) provoqué par l'arbre lui-même, l'avocat ne peut mûrir qu'une fois détaché de la branche. C'est un aliment très riche en matières grasses. Il en existe trois grandes variétés géographiques : mexicaine, guatémaltèque et antillaise. La variété Hass, un hybride créé en Californie issu du groupe guatémaltèque, est la plus fréquemment commercialisée.
Le Mexique, avec 30 % de la production, occupe le premier rang mondial. C'est aussi le premier pays consommateur et exportateur.

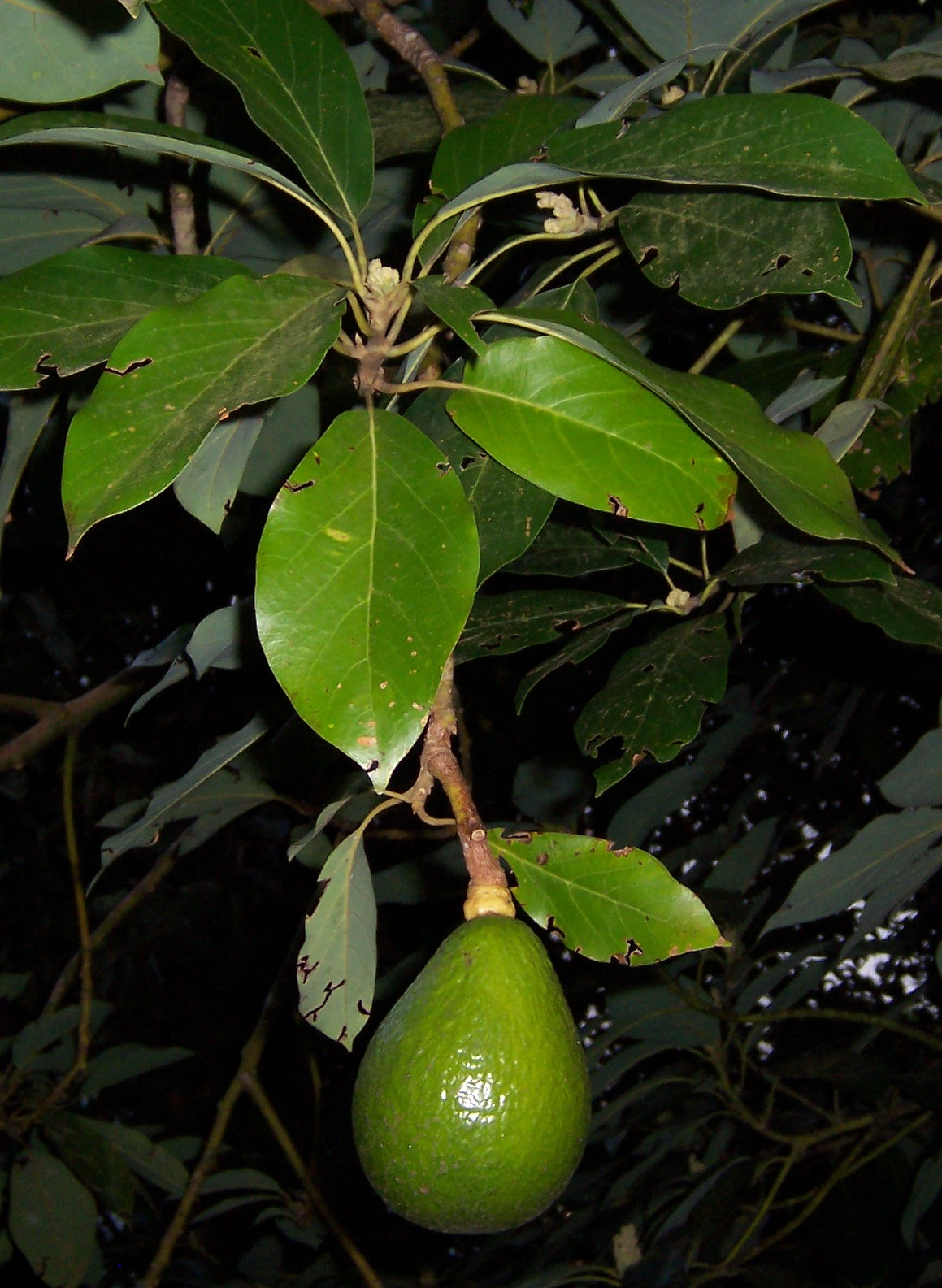
Fruit sur l'arbre.

## Étymologie
Le mot « avocat » provient de l'espagnol aguacate, lui-même dérivé de ahuacatl, mot de langue nahuatl qui désigne ce fruit.
Il semble que ce mot ait également servi à désigner, par euphémisme, les testicules (à l’instar de « noisettes » en français). On en a parfois conclu que c'était son sens premier ; un linguiste danois spécialiste du nahuatl a cependant réfuté cette étymologie populaire, qui est parfois rapportée dans la presse francophone. « Testicules » se dit en réalité atetl en nahuatl.

## Description

Schéma d'une graine d'avocat.

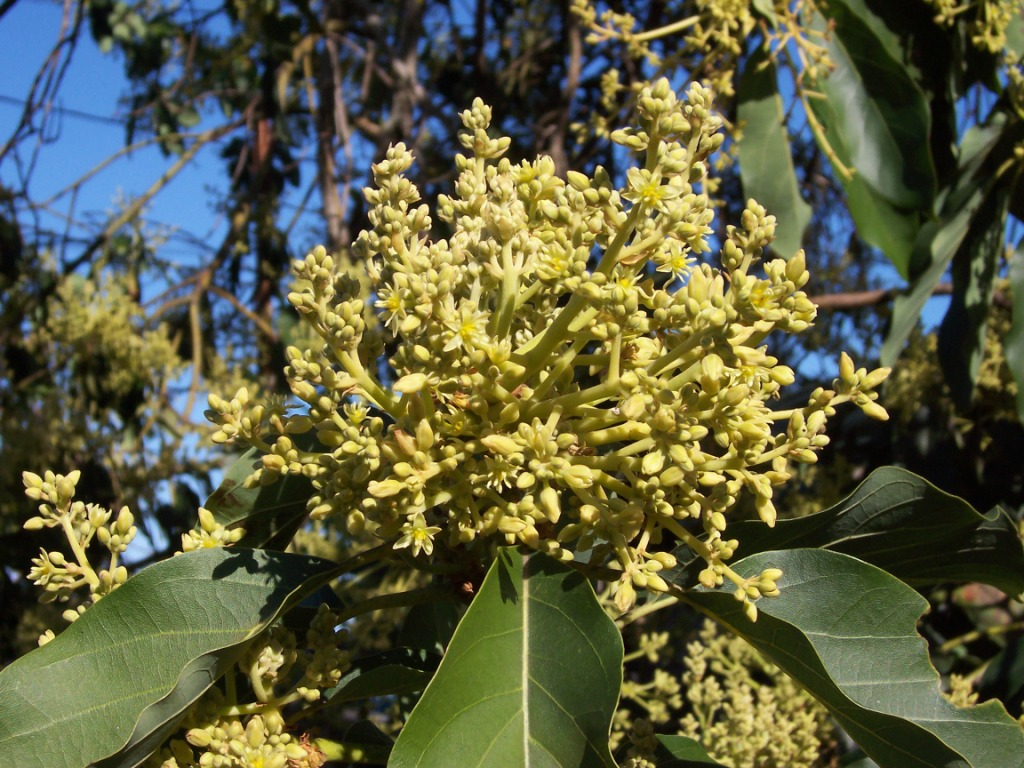
Inflorescence d'avocatier.

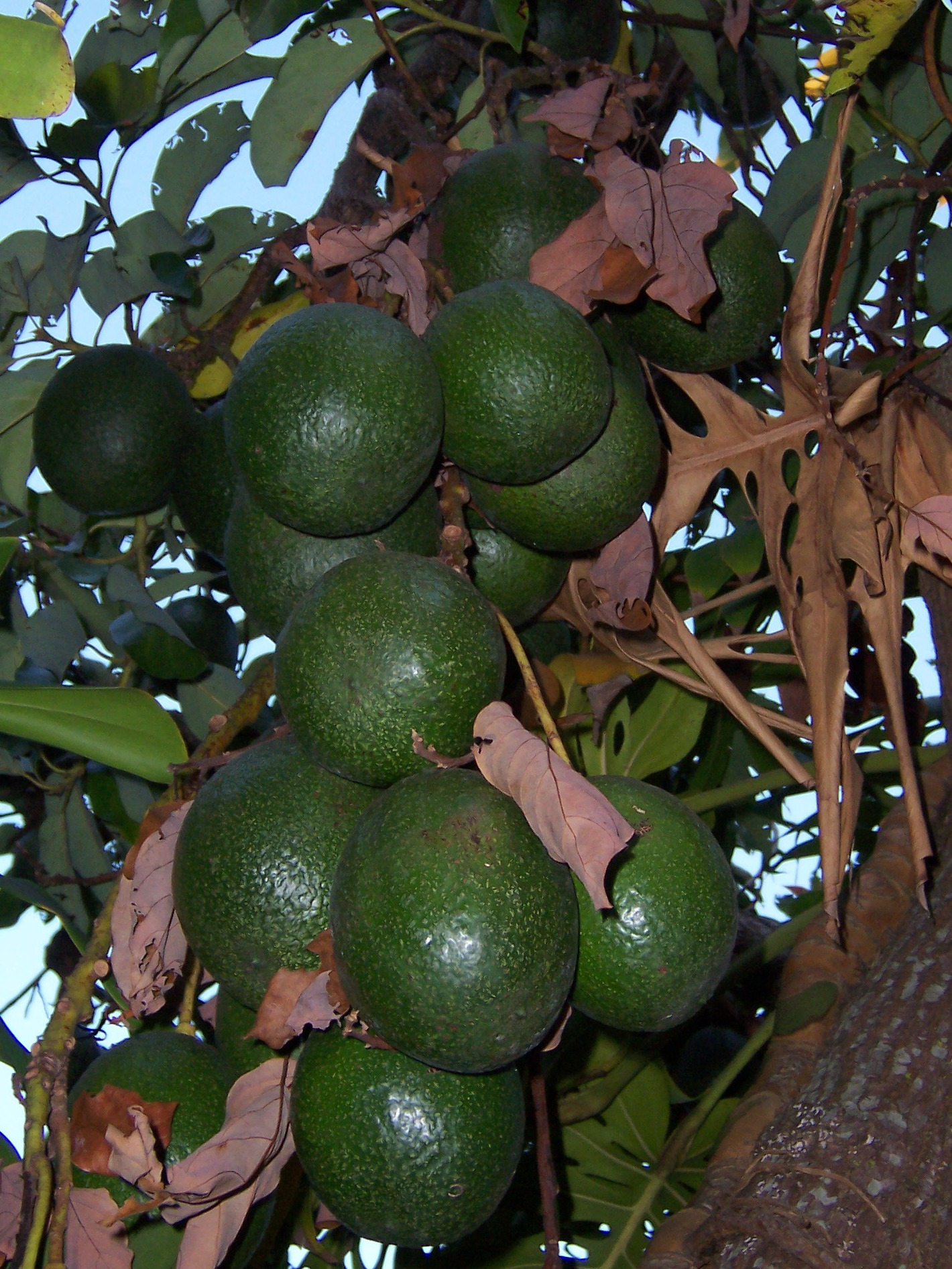
Grappe d'avocats exceptionnellement chargée.

L'avocat est une grosse baie à un seul pépin.
Les fruits des variétés les plus couramment commercialisées ont la taille d'un gros citron (150 à 250 g), mais il existe aussi des variétés plus grosses (plus de 1 kg) ou miniatures : avocats-cornichons.
Alors que les inflorescences comptent chacune un grand nombre de fleurs, généralement un seul fruit ou seulement quelques-uns se développent sur chacune. Des grappes bien fournies sont exceptionnelles. L'avocat est relié à la branche par un pédoncule plus ou moins long, formé en fait de l'axe de l'inflorescence, élagué de tous les autres pédoncules floraux.
Il est sexué et devra être fécondé par un arbre mâle.
Il existe plus d'une dizaine de variétés d'avocats couramment commercialisées, dont la variété Fuerte, à la forme d'une poire de peau fine et brillante, et la variété Hass à la peau noire et rugueuse, qui est la plus couramment consommée en France.

## Maturation
Les avocats grossissent sur l'arbre où ils peuvent rester plusieurs mois, mais ne peuvent commencer à mûrir qu'une fois cueillis. Ce phénomène particulier appelé tree-factor (facteur arbre) est causé par des substances d'inhibition qui sont transmises au fruit par les feuilles de l'arbre qui le porte. L'avocat est un fruit climactérique dont le mûrissement après détachement de l'arbre est associé à la libération d'éthylène. Dans l'unité de stockage, puis dans le magasin du détaillant, un avocat dur est donc signe de fraîcheur et non d'une cueillette anticipée. Il a voyagé vite et il n'a pas passé de temps dans un bain d'éthylène. Son mûrissement peut être accéléré en l'entourant en son contact d'une couronne d'autres fruits, comme les bananes, les pommes ou les kiwis qui produisent naturellement de l'éthylène. On peut aussi le laisser mûrir à température ambiante dès 16°c, au lieu de le mettre au réfrigérateur, lieu réservé alors pour sa conservation.
Sa couleur varie de vert à vert-brun et il renferme une graine. Sa grosseur évoque celle d'un noyau, alors qu'elle est en réalité biologiquement un pépin. La chair de l'avocat est très grasse.

## Histoire

### Contemporaine
L'avocat est originaire du Mexique, où il était déjà consommé par les Mésoaméricains il y a 8 000 ans. Importé en Europe par les Espagnols au XVIIe siècle, il a fallu trois cents ans pour qu'il trouve place dans la gastronomie française. A cette époque en Europe, il est considéré comme un produit de luxe, mais en Amérique où il était extrêmement courant, on le qualifie alors de beurre du pauvre. Aujourd'hui, les avocats que l'on retrouve sur les étals de France proviennent principalement des Antilles, d'Afrique, d'Australie, d'Israël et d'Espagne, mais aussi de Corse, où l'on recense plusieurs plantations d'avocatiers.

### Origine détaillée

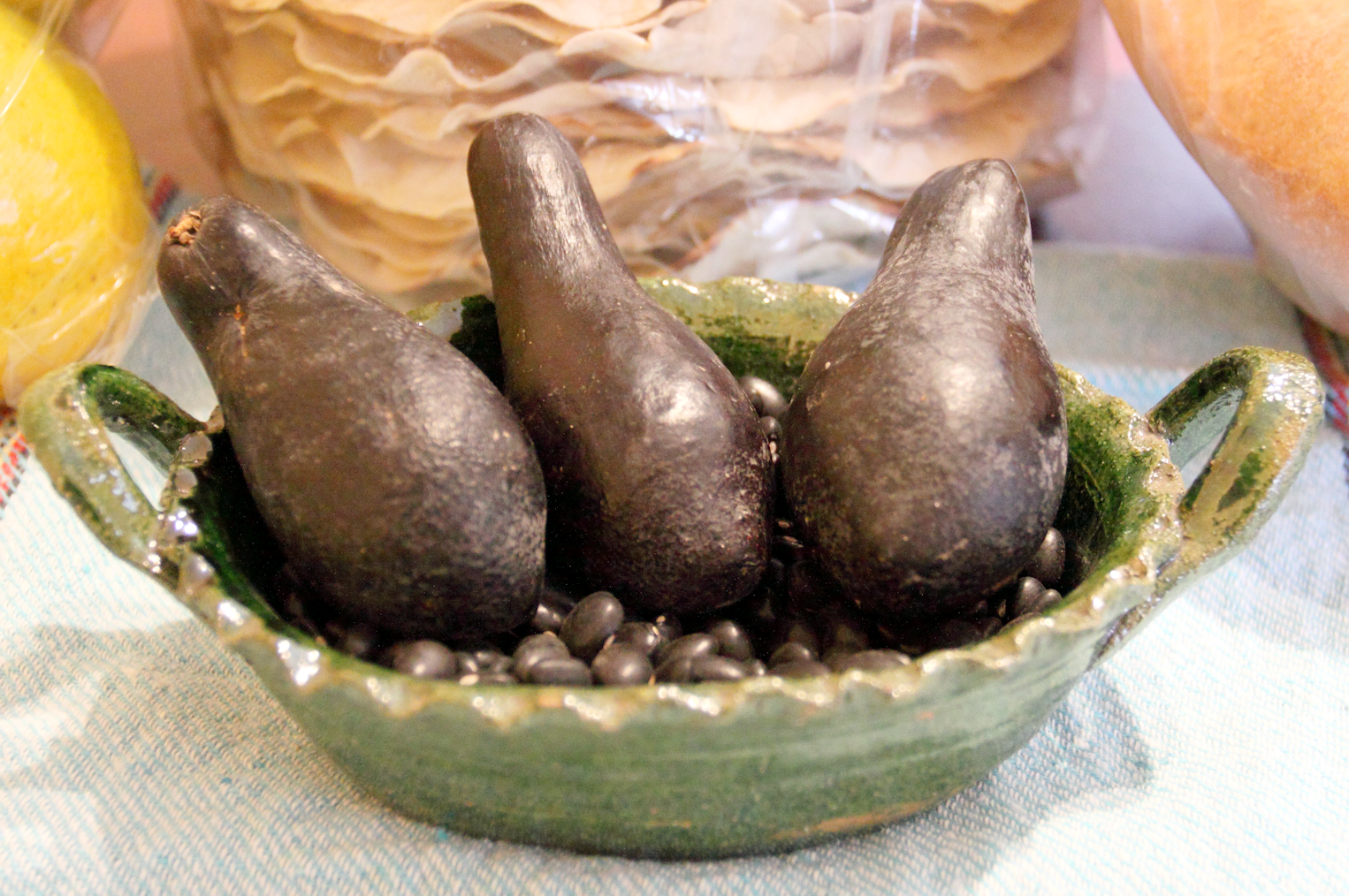
Des avocats de la variété criollo d'Oaxaca, la forme ancestrale des variétés actuelles.

L'avocat est peut-être originaire de la vallée de Tehuacán, dans l'État mexicain de Puebla, bien que des fossiles suggèrent que des espèces similaires étaient bien plus répandues il y a plusieurs millions d'années. Il existe cependant des preuves de trois domestications distinctes de l'avocat, produisant les races naturelles actuellement reconnues : mexicaine (aoacatl), guatemaltèque (quilaoacatl) et caraïbe (tlacacolaocatl),. Les races mexicaines et guatématèques sont originaires des hauts plateaux de ces pays, tandis que la race caraïbe est une variété de plaine répandue au Guatemala, Costa Rica, Colombie, Équateur et Pérou, grâce à l'activité humaine avant même l'arrivée des Européens. Ces trois races naturelles étaient probablement déjà en contact dans l'Amérique précolombienne et sont décrites dans le Codex de Florence.
Les premiers habitants de ces régions vivaient dans des campements temporaires dans des zones humides et se nourrissaient d'avocats, de piments, de mollusques, de squales, d'oiseaux et d'otaries. La plus ancienne fosse à avocats découverte se trouve dans la grotte de Coxcatlan (en) et date d'il y a 9 000 à 10 000 ans,. D'autres grottes de la vallée de Tehuacán d'époque comparable offrent aussi des traces de la présence d'avocats. On en trouve ensuite au Pérou sur les sites de la civilisation de Caral au Pérou il y a au moins 3 200 ans et à Caballo Muerto (en) il y a environ 3 800 à 4 500 ans.
La variété sauvage, appelée criollo, est petite, avec une peau noire et un gros noyau. Elle a probablement coévolué avec la mégafaune aujourd'hui éteinte. L'avocatier a aussi une longue histoire de culture en Amérique centrale et du Sud, commençant probablement aussi tôt que 5 000 ans avant J.-C. Un vase à eau en forme d'avocat, daté de 900, a été découvert dans la ville pré-Inca de Chan Chan.
La plus ancienne mention des avocats en Europe est celle de Martín Fernández de Enciso dans son livre de 1519 Suma De Geographia Que Trata De Todas Las Partidas Y Provincias Del Mundo,. Sa première description détaillée indiscutable est celle de Gonzalo Fernández de Oviedo y Valdés dans son Sumario de la natural historia de las Indias (es) en 1526. Le terme anglais « avocado » a été créé par Hans Sloane, dans un index des plantes de la Jamaïque de 1696.
La plante a été introduite en Espagne en 1601, en Indonésie vers 1750, à l'île Maurice en 1780, au Brésil en 1809, aux États-Unis en 1825, en Afrique du Sud et en Australie à la fin du XIXe siècle et en Israël en 1908. Aux États-Unis, l'avocat a été introduit en Floride et à Hawaï en 1833 et en Californie en 1856.
Avant 1915, il était couramment nommé ahuacate en Californie et alligator pear en Floride. En 1915, la California Avocado Association (en) a lancé le terme avocado pour le désigner.

## Variétés
Pour le botaniste, il y a trois principales races ou groupes d'avocats : mexicain, guatémaltèque et antillais nommés d'après les régions d’origine de leurs cultures.

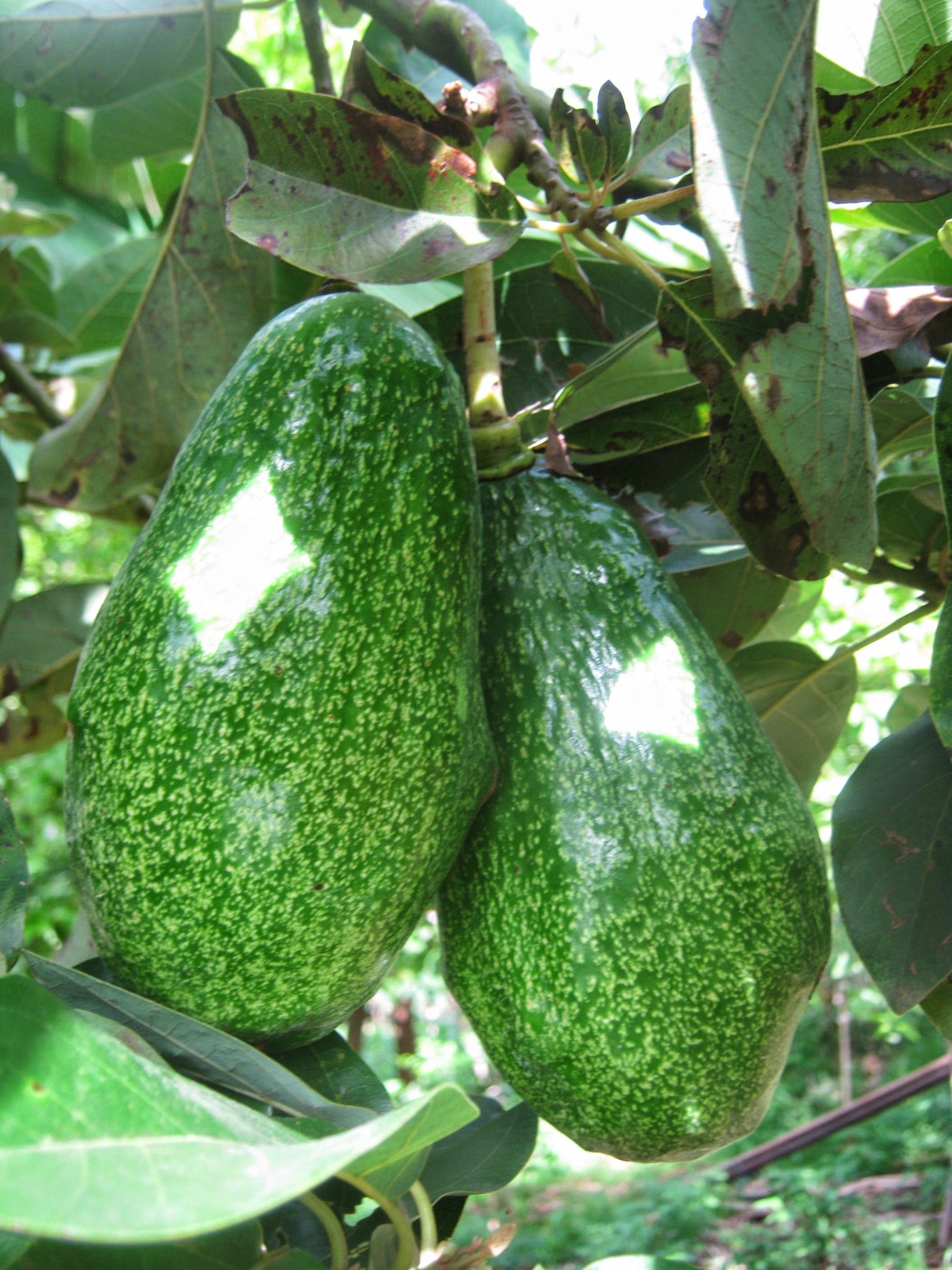
Avocats.

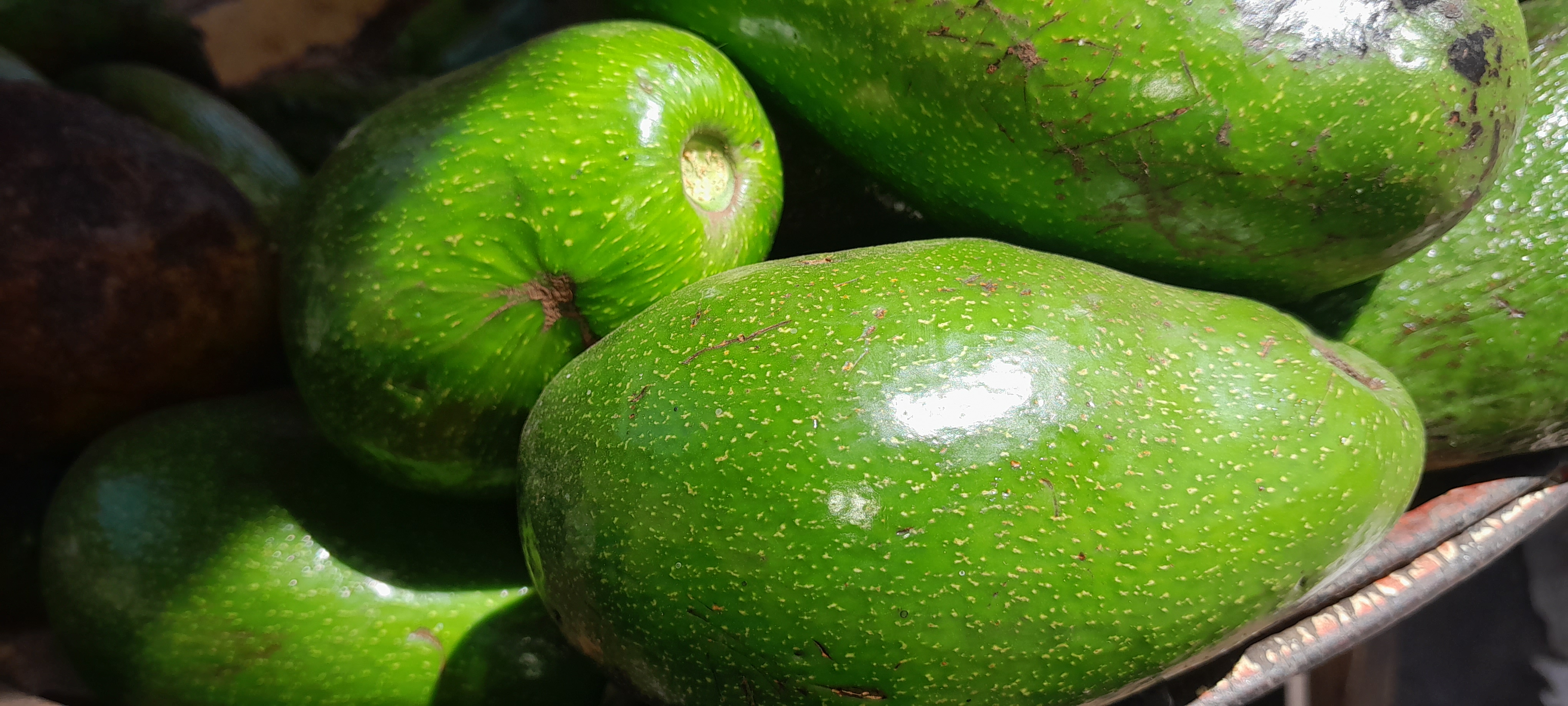
Variété d'avocat du Tchad.

- Hass[17] : petit fruit à peau épaisse, assez rigide, granuleuse de couleur brun à violacé, à maturité. Sa chair blonde est assez ferme et bien parfumée. Origine : Pérou, Chili, Espagne, Mexique, Israël, Portugal.
- Fuerte[17] : en forme typique de poire, à peau fine et mate, de couleur vert sombre. Sa pulpe onctueuse, vert tendre possède une saveur prononcée. Origine : Pérou, Espagne, Israël.
- Ettinger : c'est l'avocat à la forme la plus allongée, avec une peau fine lisse, vert tendre et une pulpe de saveur très délicate. Origine : Afrique du Sud, Israël.
- Nabal : presque rond, à peau lisse, vert sombre, veinée de noir. Sa chair ferme et très colorée supporte bien la cuisson. Origine : Israël.
- Lula : gros avocat renflé à la base, à peau vernissée et vert jaune. Origine : Antilles.
- Boulittre : petite espèce d'avocat à forme de poire. Elle est très peu répandue à cause de ses conditions de pousse particulières. Origine : Mozambique.
- Bacon[18] : de taille moyenne, cette variété d'avocat se reconnait grâce à sa peau vert-noir et son noyau assez volumineux. Origine : Mexique.
- Reed : gros fruit à forme ronde, de peau lisse vert foncé, supportant bien les hautes températures. Origine : Espagne

Les variétés mexicaines suivantes sont les plus rustiques et peuvent résister à des températures de −7 °C : Clifton, Duke, Ganter, Gottfried, Ignacio, Mayo, Mexicola, Mexicola grande, Northrop, Puebla, Stewart, Teague, Topa Topa, Walter Hole, Zutano.

## Marché mondial

### Production
À partir de la seconde moitié du XXe siècle, la production mondiale d'avocats a fortement augmenté. Selon les estimations de la FAO, elle a plus que quadruplé de la fin des années 1970 à 2007, pour atteindre une production moyenne annuelle d'environ 3,6 millions de tonnes au début du XXIe siècle, d'une valeur de 2,3 milliards d'USD en 2007 ; les exportations ont été multipliées par 50 de 1973 à 2007, pour atteindre une moyenne de plus de 0,65 million de tonnes à la fin de cette période.
La production mondiale d'avocats a encore augmenté de 62 % entre 2004 et 2014. Le Mexique, premier producteur mondial, a ainsi augmenté sa production de 50 % sur cette période. 90 % de la production mexicaine proviennent d’un État du sud-ouest du pays, le Michoacán. Sa région montagneuse permet de produire tout au long de l’année avec des plantations situées entre 1 600 et 2 400 m. De plus, la pluviométrie élevée de juin à septembre couvre la moitié des besoins annuels en eau.
En 2024, la croissance de la production d'avocats a ralenti en raison d'un déficit de pluies au Mexique et au Pérou, avec seulement 2% de plus qu'en 2023, pour un total de 2,84 millions de tonnes d'avocats exportés selon les estimations de la FAO. Sur les 5 années précédentes, environ la moitié de ces exportations proviennent du Mexique (entre 1,2 et 1,4 million de tonnes), environ un cinquième du Pérou (entre 0,45 et 0,6 million de tonnes) et environ un septième du Kénya, du Chili, de l'Afrique du Sud, d'Israël et de la République dominicaine, à eux cinq (autour de 0,4 million de tonnes). Il était alors le second fruit le plus exporté dans le monde après l'ananas, mais de loin celui ayant rapporté le plus avec 57% de la valeur des fruits exportés.
Selon une étude d’une banque néerlandaise citée par El País Semanal, en 2030, la production d'avocat sera d'environ 3,2 millions de tonnes par an, et ce sera le fruit le plus commercialisé de la planète.
Dans certaines régions, la culture intensive pose des problèmes importants. Au Mexique, en particulier, certains cartels de la drogue (dont la Familia Michoacana, jusqu'en 2010, puis les Chevaliers Templiers jusqu'en 2015 et, plus récemment, le cartel de Jalisco Nouvelle Génération,,) rackettent et assassinent les producteurs, mais aussi aggravent la déforestation et l’utilisation à haute dose des pesticides. Au Chili, l'irrigation est problématique en raison de la gestion privée de l’eau dans ce pays. Au Portugal, région fortement touchée par les sécheresses, sa culture est problématique du fait de ses besoins importants en eau.
| Mexique                | 2 300 889 | 32 %  |
| République dominicaine | 661 626   | 9 %   |
| Pérou                  | 535 911   | 7 %   |
| Colombie               | 535 021   | 7 %   |
| Indonésie              | 461 613   | 6 %   |
| Kenya                  | 364 935   | 5 %   |
| Brésil                 | 242 932   | 3 %   |
| Haïti                  | 231 719   | 3 %   |
| Chili                  | 162 988   | 2 %   |
| Autres pays            | 1 811 344 | 25 %  |
| Monde                  | 7 308 978 | 100 % |

### Exportation et importation

#### Marché mondial
Le premier pays exportateur mondial en 2014 était le Mexique. Le pays exporte environ 30 % de sa production.
Le premier importateur mondial en 2001-2003 était les États-Unis avec 111 200 tonnes, devant la France (95 800 tonnes) et le Royaume-Uni (26 200 tonnes).

#### Exportation vers l'Europe
Deux marchés d'exportation vers l’Europe, un d'hiver et un d'été, se complètent. Dans l'ordre d'importance décroissante, de septembre à avril, le Mexique, la Colombie, le Chili, l'Espagne et l’Israël sont les grands gagnants de ce marché hivernal. De mai à août, c'est au tour du Pérou, du Kenya, de l'Afrique du Sud, du Brésil et de la Tanzanie.

#### Consommateurs
Les premiers pays consommateurs au monde en 2001-2002 étaient le Mexique (745 700 tonnes) et les États-Unis (265 400 tonnes). La France était 10e consommateur mondial et 1er consommateur en Europe avec 65 800 tonnes, devant le Royaume-Uni avec 24 300 tonnes.

## Mode de consommation

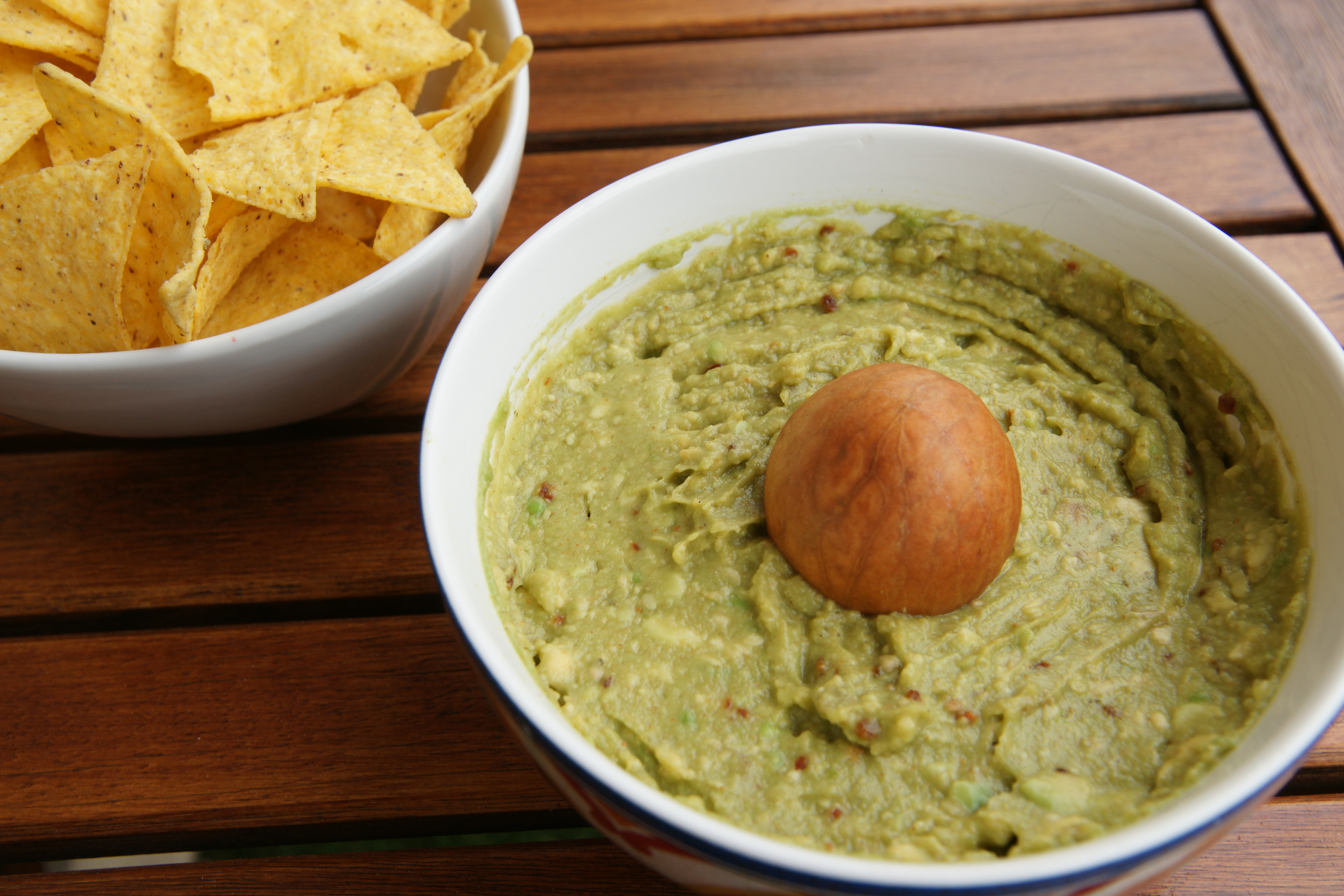
Le guacamole est un plat typique de la cuisine tex-mex.

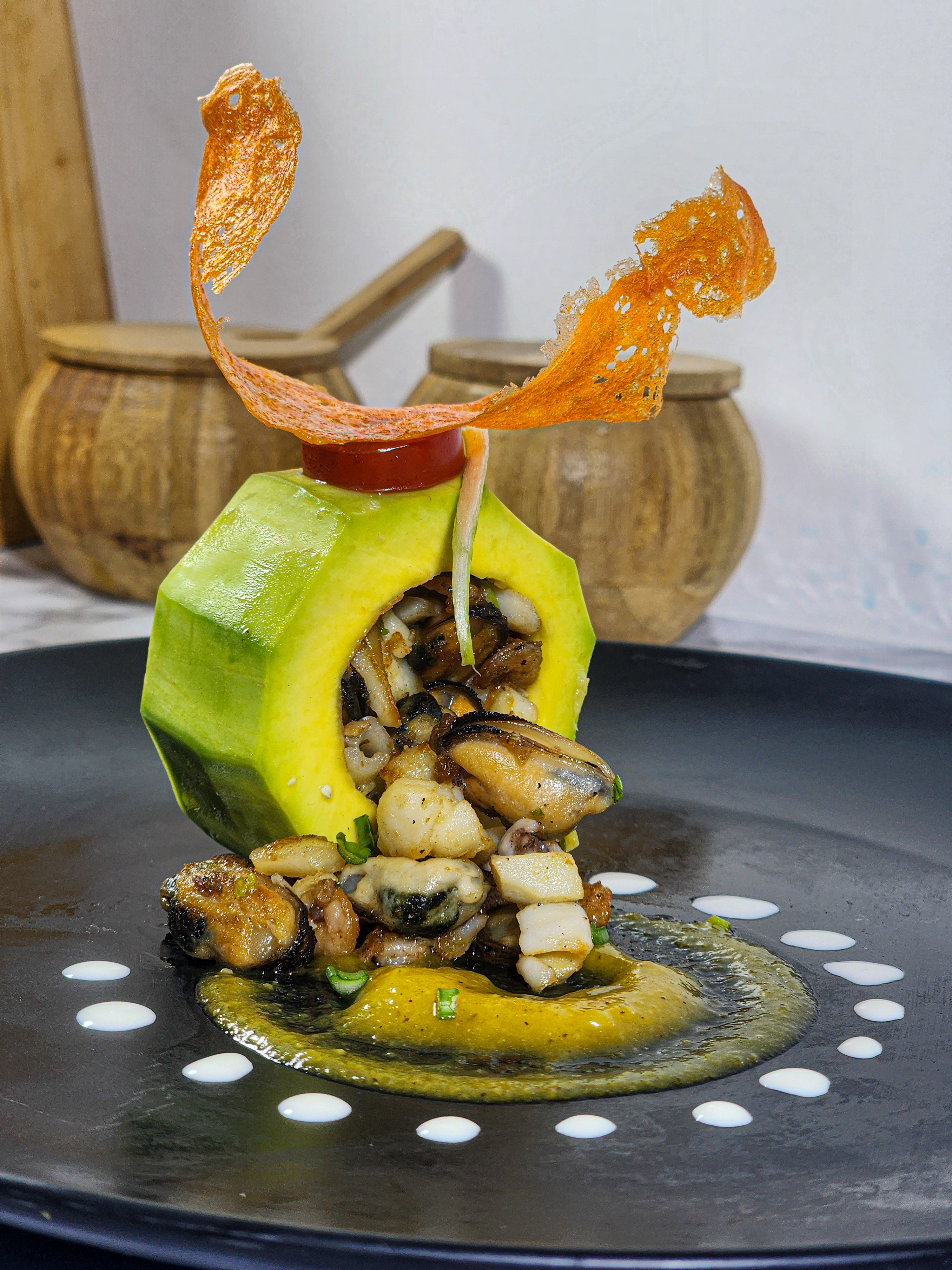
assiete d'Avocat aux fruits de mer au Sénégal

### Préparation
La cuisine mexicaine fait un grand usage de l'avocat où il est utilisé pour la préparation du guacamole.
Ses feuilles y sont aussi utilisées comme condiment. On le retrouve également dans la cuisine tex-mex, partiellement dérivée de celle-ci pour le guacamole. En Amérique du Sud, on trouve souvent de l'avocat écrasé étalé sur du pain avec du sel, et des œufs brouillés.
Au Maroc, il se consomme principalement en boisson, mêlé à du lait et du sucre, parfois à quelques gouttes d'eau de fleur d'oranger ou d'eau de rose.
Les Malgaches et les Brésiliens l'utilisent plus souvent en dessert, saupoudré de sucre[réf. souhaitée].
Aux Antilles (Martinique, Guadeloupe, Haïti), le traditionnel féroce d'avocat se consomme avec du riz, des haricots rouges, le tout étant plus ou moins pimenté.
En Europe, il peut être utilisé en salade ou buddha bowl.

### Calibrage
Pour la vente, les avocats sont classés par catégories (de 1 à 3, le meilleur étant 1) et par calibre (typiquement entre 16 et 22). Le calibre 18 correspond à un fruit d'environ 200 g.[réf. souhaitée]

## Composition

### Apport énergétique et composition générale
L'apport énergétique pour 100 g d'avocat frais (soit un demi-fruit environ) est en moyenne de 205 kcal (soit 843 kJ).
Du fait de sa teneur relativement élevée en lipides (16 %), l'avocat est l'un des fruits les plus caloriques.
La composition nutritionnelle générale moyenne pour 100 g d'avocat frais est détaillée dans le tableau ci-dessous :
| Composant                       | Masse  |
| ------------------------------- | ------ |
| Eau                             | 73,6 g |
| Protides                        | 1,8 g  |
| Lipides                         | 16,0 g |
| dont acides gras poly-insaturés | 1,5 g  |
| dont acides gras mono-insaturés | 11,5 g |
| dont acides gras saturés        | 2,5 g  |
| Glucides                        | 3,1 g  |
| dont sucres                     | 1,0 g  |
| Fibres                          | 5,2 g  |

### Minéraux, oligo-éléments et vitamines
La composition nutritionnelle moyenne en sels minéraux, en oligo-éléments et en vitamines pour 100 g d'avocat frais est détaillée dans les tableaux ci-dessous :
| Sels Minéraux | Masse  |
| ------------- | ------ |
| Potassium     | 412 mg |
| Phosphore     | 42 mg  |
| Sodium        | 39 mg  |
| Magnésium     | 27 mg  |
| Calcium       | 11 mg  |

| Oligo-éléments | Masse  |
| -------------- | ------ |
| Cuivre         | 530 µg |
| Fer            | 510 µg |
| Zinc           | 470 µg |
| Manganèse      | 360 µg |
| Sélénium       | 5 µg   |
| Iode           | 2 µg   |

| Vitamines             | Masse   |
| --------------------- | ------- |
| Vitamine C            | 7,49 mg |
| Vitamine E            | 2,36 mg |
| Vitamine B3           | 1,28 mg |
| Vitamine B5           | 0,94 mg |
| Vitamine B6           | 0,24 mg |
| Vitamine B2           | 0,15 mg |
| Vitamine B1           | 0,08 mg |
| Vitamine B9           | 0,08 mg |
| Provitamine A         | 0,06 mg |
| équivalent vitamine A | 100 UI  |
| Vitamine K            | 0,01 mg |
| Vitamine D            | néant   |
| Vitamine B12          | néant   |

## Intérêts et limites

### Nutrition et autres
On en extrait l'huile d'avocat, qui, outre un usage alimentaire, est utilisée depuis au moins un demi-siècle dans l'industrie pharmaceutique et des cosmétiques.

### Effets sur la santé

#### Propriétés de la chair
La pulpe du fruit, riche en anti-oxydants, a des propriétés neuroprotectrice, anti-hypercholestérolémie et de protection contre les maladies cardiovasculaires.
L'avocat est utilisé par la médecine ayurvédique et la phytothérapie. Les médecines traditionnelles l’utilisaient ou l’utilisent encore contre la ménorragie, l’hypertension, les maux d'estomac, la bronchite, la diarrhée et le diabète.
La consommation d'avocats a un effet bénéfique sur le cholestérol sanguin. Une analyse des données de l'enquête nationale sur la santé et la nutrition NHANES (en) sur 17 167 adultes aux États-Unis montre que les consommateurs d'avocats sont moins exposés au risque de syndrome métabolique que les autres, mais que cette association ne prouve pas la causalité : la consommation d'avocats est associée à de meilleures conditions de nutrition et une moindre prévalence de surpoids et d'obésité. Mais une méta-analyse des expérimentations cliniques conduites jusqu'en février 2015 démontre les effets bénéfiques de la consommation d'avocat. Par exemple, après sept jours d'un régime riche en avocats, des patients en hypercholestérolémie ont vu leur taux de cholestérol total diminuer de 17 %, avec une diminution de 22 % des niveaux de mauvais cholestérol LDL et de triglycérides, et une augmentation de 11 % du bon cholestérol HDL. Neuf autres études montrent des résultats similaires.
Par ailleurs, les glucides qui le composent ne dépassent pas 2 g aux 100 g. C'est une valeur très inférieure à celle des autres fruits frais, où ils atteignent en moyenne 10 g aux 100 g. Ces glucides sont un ensemble de glucose, fructose et saccharose, et surtout de substances glucidiques originales, tels des sucres-alcools comme le perséitol, ou encore des sucres à cinq ou sept atomes de carbone, assez rares dans le règne végétal.
Les botanistes y ont identifié une peptone, le b-galactoside, de l'acide abscissique glycosylé, des alcaloïdes, de la cellulose, la polygalacto uréase, les polyuronoides, le cytochrome P450 et des huiles volatiles.
Concernant le fruit seul, de très rares effets négatifs chez les humains ont été signalés : quelques cas d'allergies ou d'allergie croisée.

#### Propriétés du pépin
Le pépin d'avocat est toxique, il était traditionnellement un ingrédient du Yassaku, un poison utilisé pour la pêche par les Amérindiens, un mélange de sève de Yassaku de feuille kunambi, de pépin d'avocat broyé et de la cendre du palmier miriti. En effet, il est notamment composé de glycoside cyanogène qui se décompose dans l’estomac en formant du cyanure d'hydrogène.
Cependant, selon une étude de 2019, il pourrait également inhiber la réaction inflammatoire.

## Impact environnemental
L'avocat a une empreinte carbone et une empreinte eau non négligeables. Mille litres d'eau sont nécessaires pour produire un kilogramme d'avocat. Or l'Afrique du Sud, pays producteur et exportateur, manque d'eau pour ses propres cultures. Le problème est encore plus grave pour les cultures tentées sur d'autres continents, par exemple en Espagne.
Par ailleurs, l'exportation en Europe nécessite des milliers de kilomètres en bateau puis des centaines de kilomètres en camion accompagnée d'une chaîne constante de réfrigération à 6 °C durant les vingt-six jours de transport en bateau. Son exportation nécessite aussi un transport énergivore et beaucoup d’emballage, car le fruit est relativement fragile. À l'arrivée, il est parfois stocké dans une mûrisserie, où de l'éthylène est insufflé pour faire mûrir plus rapidement les fruits. L'Allemagne par exemple a quasiment doublé sa consommation d'avocats de 2010 à 2015.
Dans le cadre d'une économie se voulant plus circulaire, il est aujourd'hui possible de transformer la graine d'avocat en plastique biodégradable et Scott Munguía, le chimiste qui est à l'origine de cette invention, dit pouvoir en extraire un additif chimique « capable d’accélérer la dégradation naturelle du polyéthylène, du polypropylène, du PVC, du polystyrène et des polymères de cellulose, auquel il donne le nom de Bioblend ».